# Drag River
Drag River är ett vattendrag i Kanada.   Det ligger i provinsen Ontario, i den sydöstra delen av landet, 240 km väster om huvudstaden Ottawa.
I omgivningarna runt Drag River växer i huvudsak blandskog. Runt Drag River är det mycket glesbefolkat, med 4 invånare per kvadratkilometer.